# مفتاح ربط

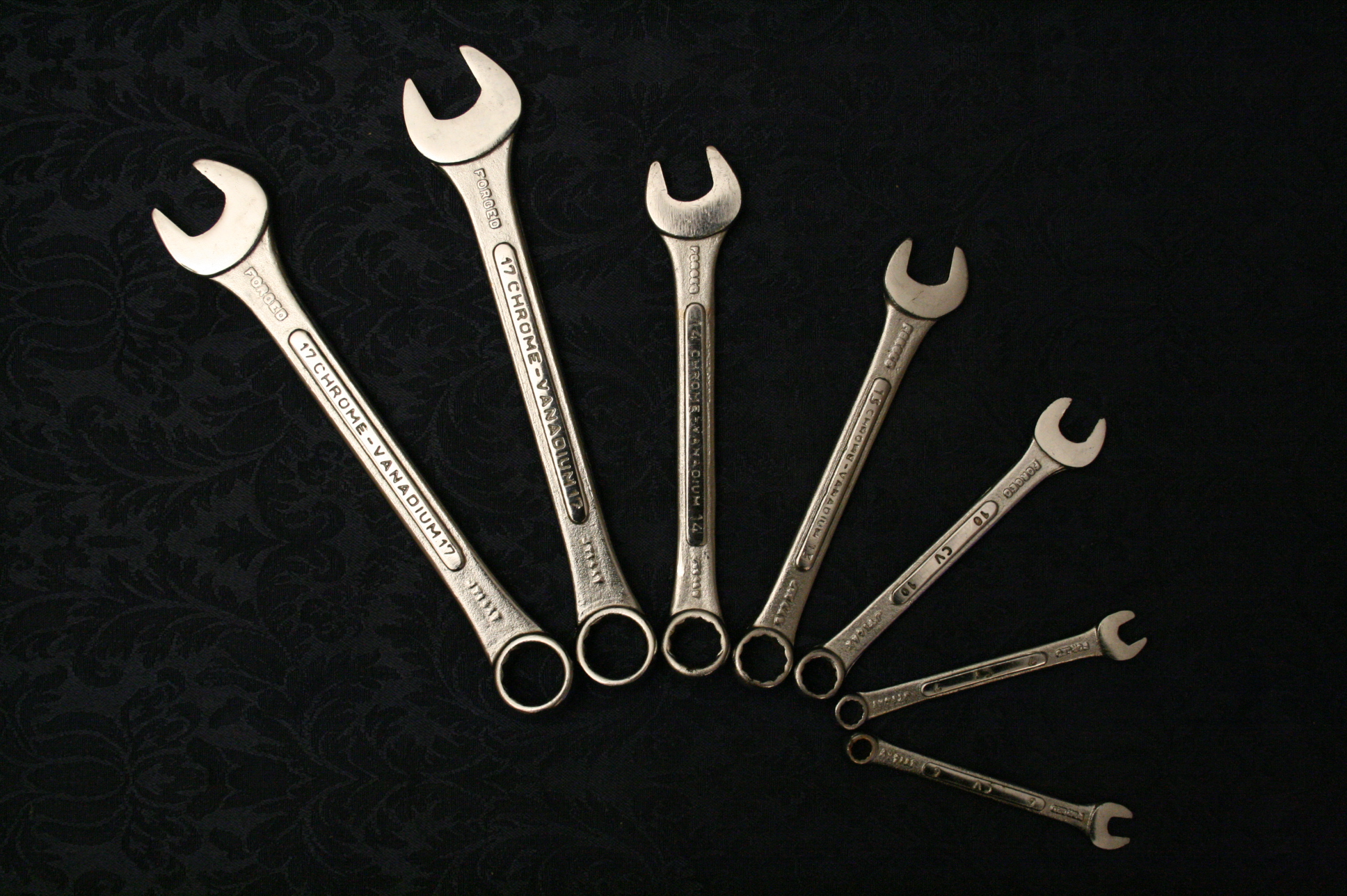
عدة مفاتيح براغي مختلفة الأحجام

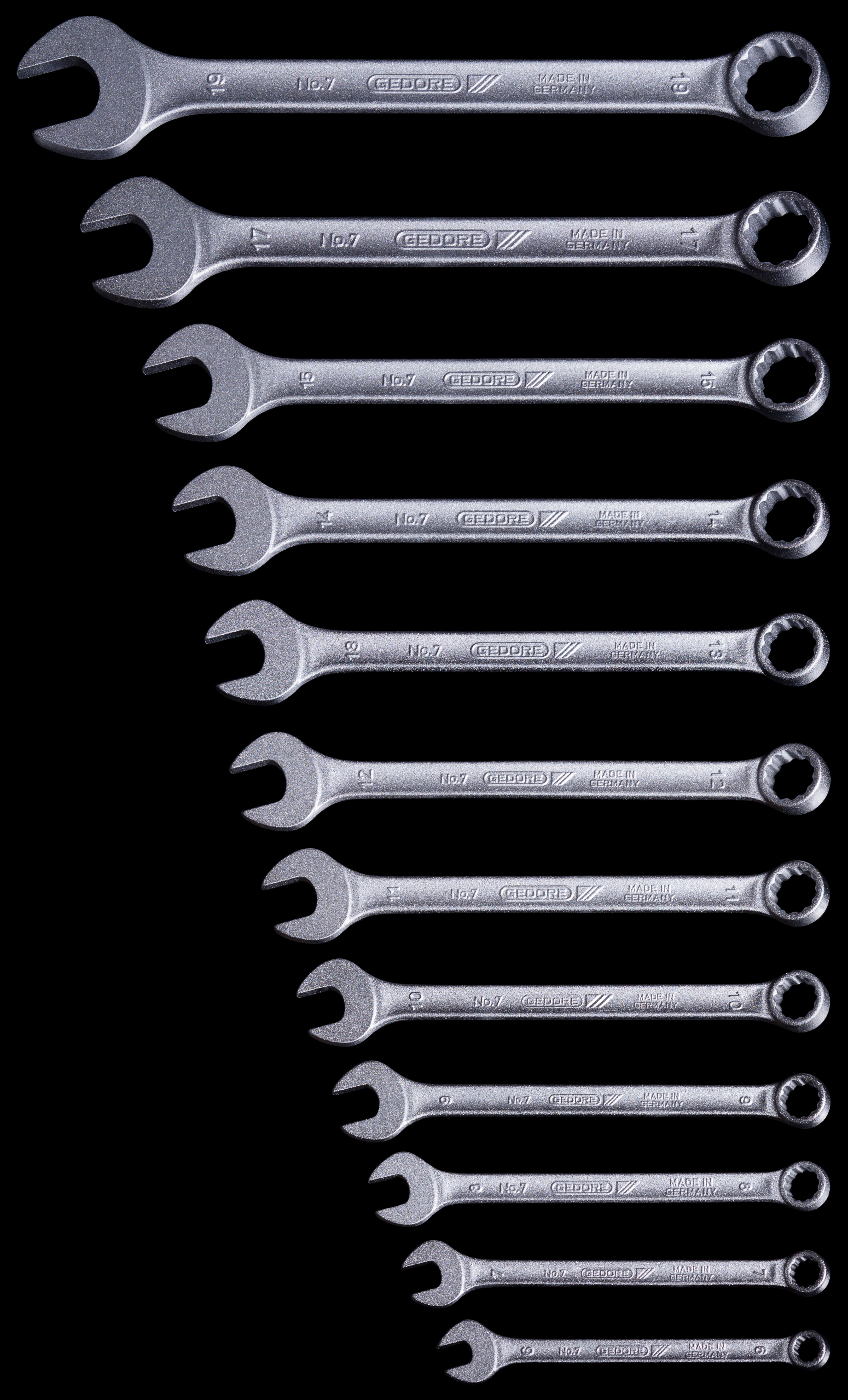
مفاتيح الربط حسب المقياس والحجم.

المِلوَى أو مفتاح الرَبط هو أداة يدوية تُستخدم لتعطي ميزة حراكية بتقديم عزم دوران لإدارة شيء ما، وتستخدم عادةً لفك أو ربط الصواميل والمحويات ذات الرؤوس السداسية أو المربعة . تصنع مفاتيح الربط براغي ذات الجودة العالية من الخليط للكروم-فاناديوم وبعدها يتم حدادتها. يتم بعدها صبغها بالكروم لتقاوم الصدأ والتآكل.